# فرودگاه فروده، برینگلند
فرودگاه فروده، برینگلند (به انگلیسی: Førde Airport, Bringeland) (به زبان بومی: Førde lufthavn, Bringeland) یک فرودگاه همگانی مسافربری با کد یاتا FDE است که یک باند فرود آسفالت دارد و طول باند آن ۹۴۰ متر است. این فرودگاه در کشور نروژ قرار دارد و در ارتفاع ۳۱۸ متری از سطح دریا واقع شده است.